# ديبورغ
ديبورغ (بالألمانية: Dieburg) هي بلدة، مدينة و بلدة ألمانية تقع في ألمانيا في منطقة دارمشتات ديبورغ ‏. يقدر عدد سكانها بـ 15,190 نسمة .

## المدن التوأمة
مدن Aubergenville و ملادا بوليسلاف هي مدن توأمة لـديبورغ.

## أعلام
- برترام شميت
- هينريتش شتورم
- موريس باول